# Negreiros (futebolista)
José Edicarlos de Lima Negreiros, mais conhecido como Negreiros (Boqueirão, 20 de março de 1980), é um treinador e ex-futebolista brasileiro que atuava como atacante. Atualmente, dirige o Foz do Iguaçu.

## Carreira
Negreiros conciliava os trabalhos de carregador de colchões e jogador de futebol em sua cidade natal até os 22 anos de idade, quando profissionalizou-se e passou a se destacar fazendo importantes gols pelo Campinense-PB, principal clube da sua cidade natal. Em 2003, diante das boas atuações, teve seu passe adquirido pelo modesto Rio Branco-PR, que disputaria a Série C do Campeonato Brasileiro.
Destacou-se no time paranaense e terminou a disputa da terceira divisão daquele ano como artilheiro. No Campeonato Paranense do ano seguinte, fez nove gols, o que fez despertar o interesse do Flamengo-RJ.
Sua contratação pelo rubro-negro carioca se deu através de um empréstimo junto ao Rio Branco PR e seu contrato se estenderia, inicialmente, até o final da temporada de 2004. Logo na sua estréia, Negreiros marcou o gol que levou o Flamengo às quartas-de-final da Copa do Brasil daquele ano, e foi chamado de "fenômeno" pelo então técnico rubro-negro Abel Braga. Pelo time carioca, foi vice-campeão da copa do Brasil daquele ano, e fez 4 gols em 15 partidas.
Não teve seu contrato renovado e, em 2005, foi emprestado pelo Rio Branco-PR ao Coritiba. 
| “ | "Tinha proposta para ir para a Ucrânia, mas o Coritiba era a primeira opção. Felizmente, chegamos num acordo e vou ficar até o fim do ano. Prometo dar o máximo pelo Coritiba, que é um clube que oferece um futuro imenso." | ” |

Pelo Coxa, não teve boas atuações e foi devolvido ao Rio Branco-PR, que o emprestou ao Criciúma.
Passaria ainda pelo União Rondonópolis antes de migrar para a Lituânia e defender o FK Sūduva Marijampolė no ano de 2007.
Na Lituânia, Negreiros encontrou o seu melhor futebol. Lá, chegou a marcar 15 gols em 14 partidas disputadas, foi vice-campeão nacional, e teve seu nome cogitado para defender a Seleção daquele país, através de um processo de naturalização. 
| “ | "Iniciei minha carreira aos 23 anos de idade e sempre tive o sonho de chegar ao futebol europeu. A adaptação no FK Suduva foi rápida e estou muito feliz aqui. O Suduva tem interesse em renovar meu contrato por mais três anos, mas, outros clubes da Europa já demonstraram interesses. Um deles é o Club Bruggue, da Bélgica, que já fez uma proposta oficial ao Suduva." | ” |

No entanto, seu contrato não foi renovado e como seu passe ainda era vinculado ao Rio Branco-PR, teve que voltar ao Brasil para defender o clube paranaense no Campeonato Estadual do ano de 2008.
Ao final do Campeonato Paranaense de 2008 voltou a Lituânia e continuou com as boas atuações. Disputou a Taça da Uefa pelo clube. Ainda naquele ano, teve seu nome cogitado no Vasco da Gama, mas a negociação não vingou, e assim, manteve-se no clube estrangeiro até o final da temporada.
Em 2009 defendeu o clube paraguaio Club Guaraní e ganhou os holofotes por ter marcado um gol na Taça Libertadores daquele ano contra o Boca Juniors. Tendo seu time eliminado da competição continental, Negreiros novamente voltou ao Brasil, desta vez para defender o clube que o revelou, o Campinense da Paraíba.
| “ | "Volto para a minha terra, volto para o time que amo, que me revelou" | ” |

Seu retorno ao time paraibano não trouxe bons frutos, e Negreiros, que teve pouquíssimas oportunidades, viu o Campinense ser rebaixado a Série C do Campeonato Brasileiro. No ano seguinte, porém, assinou contrato com o Paulista, que disputaria o Campeonato Paulista de 2010.
Em 2011 voltou para o Rio Branco, dono do seus direitos, onde disputou o Campeonaro Paraense 2011, após o estadual acertou com com Toledo para disputar a Divisão de Acesso do Campeonato Paranense.
No ano de 2013 atuou pelo Mixto e Foz do Iguaçu, pela divisão de acesso do Campeonato Paranaense. Ainda no mesmo ano, foi anunciado como reforço do Blumenau para a disputa do Campeonato Catarinense da Divisão de Acesso. Como reforço do Metropolitano, Negreiros foi contratado para o ano de 2014.

### Competições
| Competição                   | Partidas Disputadas | Partidas como Titular | Minutos Jogados | Gols | Cartões Amarelos | Cartões Vermelhos |
| ---------------------------- | ------------------- | --------------------- | --------------- | ---- | ---------------- | ----------------- |
| Copa Libertadores da América | 5                   | 4                     | 349             | 1    | 0                | 0                 |
| Vysshaya Liga                | 3                   | 2                     | 150             | 0    | 0                | 0                 |
| Brasileirão                  | 5                   | 0                     | 200             | 0    | 0                | 0                 |
| A Lyga                       | 29                  | 18                    | 1883            | 13   | 2                | 0                 |
| Apertura                     | 3                   | 2                     | 169             | 1    | 1                | 0                 |
| Total                        | 45                  | 26                    | 2751            | 15   | 3                | 0                 |

- Fonte: FootballDataBase[19]

## Conquistas
- 2004 - Vice-Campeão da Copa do Brasil com o Flamengo[20]
- 2006 - Campeonato Brasileiro de Futebol - Série C - Criciuma
- 2007 - Vice-Campeão Campeonato Lituano pelo FK Sūduva Marijampolė

### Individuais
- 2003 - Artilheiro do Campeonato Brasileiro - Série C pelo Rio Branco-PR[2]
- 2011 - vice-artilheiro do Campeonato Paranaense[21]
- 2013 - Artilheiro da Divisão de Acesso do Campeonato Catarinense pelo Blumenau